# داوید ناگی
داوید ناگی (مجاری: Dávid Nagy؛ زادهٔ ۱۴ ژوئیهٔ ۱۹۹۹) شمشیرباز اهل مجارستان است.
از باشگاه‌هایی که در آن بازی کرده است می‌توان به باشگاه ورزشی واشاش اشاره کرد.